# Vápenka (přírodní rezervace)
Vápenka je přírodní rezervace na severu České republiky, v Ústeckém kraji, ve východní části okresu Děčín, jihozápadně od města Krásná Lípa. Nachází se na území Chráněné krajinné oblasti Lužické hory. Předmětem ochrany jsou druhově bohaté lesní porosty květnatých bučin, které rostou na jurských vápencích na jižním svahu Vápenného vrchu.
Tato geologicky unikátní oblast leží na lužickém přesmyku, kde se stýkají žulové horniny lužického plutonu, křídové pískovce a na povrch vyvlečené malé kry jurských a permských hornin, kterými v třetihorách pronikly čedičové vulkanity. Na území rezervace tak došlo k jedinečnému styku všech geologických jednotek vyskytujících se v severních Čechách.
Z rostlin se na území rezervace vyskytuje lýkovec jedovatý (Daphne mezereum), vraní oko čtyřlisté (Paris quadrifolia), žindava evropská (Sanicula europaea), kyčelnice devítilistá (Dentaria enneaphyllos) a cibulkonosná (Dentaria bulbifera), kruštík širokolistý (Epipactis helleborine), bradáček vejčitý (Listera ovata) a velmi vzácně zde roste i hadí jazyk obecný (Ophioglossum vulgatum). Zdejší štoly vzniklé těžbou vápence jsou zimovištěm netopýrů.

## Historie

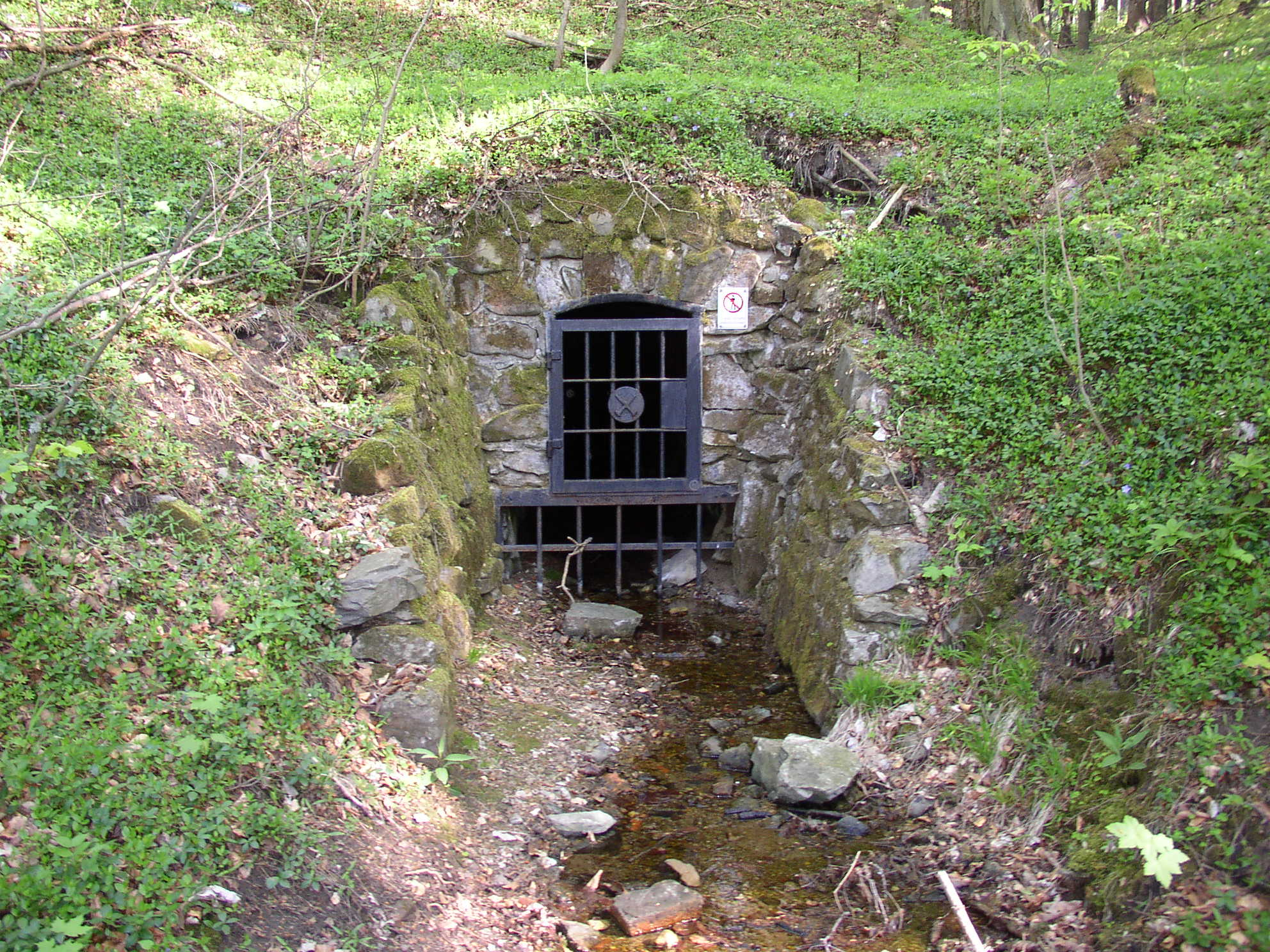
Zamřížovaný vstup do štoly v přírodní rezervaci Vápenka

Roku 1641 se na Vápenném vrchu začal těžit jurský vápenec. Lomy s vápenkou byly vrchnostenským podnikem rodu Kinských (součást velkostatku Česká Kamenice). Nejintenzivněji se vápenec těžil ve 2. polovině 19. století. V letech 1868 až 1869 nechal majitel panství Kinský postavit vápenku a dům pro vápeníka. Vznikly dva lomy, Starý a Nový, které byly propojeny štolou. Další štola vedla ze Starého lomu do kamenných pecí. Pravděpodobně s výstavbou nové pece došlo k zahloubení Starého lomu a k vyražení první dopravní štoly, kterou byl vytěžený materiál vyvážen po úzkorozchodné drážce o rozchodu 500 mm. Po dotěžení byla do prostoru Nového lomu vyražena druhá štola, kterou bylo ložisko na povrch otevřeno nálevkovitým komínem. Vápenec se využíval nejen jako hnojivo, ale i ke stavebním účelům. Vrstva těžených vápenců měla mocnost asi 15–20 metrů. Protože však při těžbě došlo k nálezu olověné rudy, povolal sem kníže Kinský v roce 1890 horníky z Příbrami, kteří v Novém lomu vyhloubili 34 metrů hlubokou šachtu. Našli v ní olovo se stopami stříbra, mědi a zinku. Ruda ale nebyla příliš bohatá a od dolování bylo z ekonomických důvodů brzy upuštěno. K ukončení provozu vápencových lomů definitivně došlo v roce 1929. V roce 1932 byla provedena detailní petrografická studie sopouchu ve Starém lomu. V padesátých letech 20. století se znovu začalo uvažovat o těžbě vápence pro jeho použití jako hnojiva v zemědělství. S ohledem na značné finanční náklady potřebné k opětovnému uvedení lomu do provozu a zároveň nejisté výtěžnosti (bez provedení náročného geologického průzkumu) bylo znovuotevření lomu v roce 1963 definitivně zamítnuto. Roku 1993 byl při vyústění první dopravní štoly ve Starém lomu  instalován portál s uzamykatelnou mříží a v roce 2003 byla instalována mříž i ve vstupu do Starého lomu.

## Přírodní poměry
Přírodní rezervace leží na území města Krásná Lípa, v katastrálním území Kyjov u Krásné Lípy, poblíž silnice III/2652 mezi Krásnou Lípou a obcí Doubice. Je v chráněné oblasti přirozené akumulace vod Severočeské křídy a v ptačí oblasti Labské pískovce.
Vápenka byla vyhlášena výnosem Ministerstva kultury České socialistické republiky ze dne 20. ledna 1969 čj. 13 365/68-II/2 o zřízení státní přírodní rezervace Vápenka. Vyhláškou Ministerstva životního prostředí České republiky číslo 395/92 Sb. byla převedena do kategorie přírodní rezervace. Nachází se ve správě CHKO Lužické hory. Rozkládá se na ploše 12,0197 ha.

### Geologie, geomorfologie a pedologie

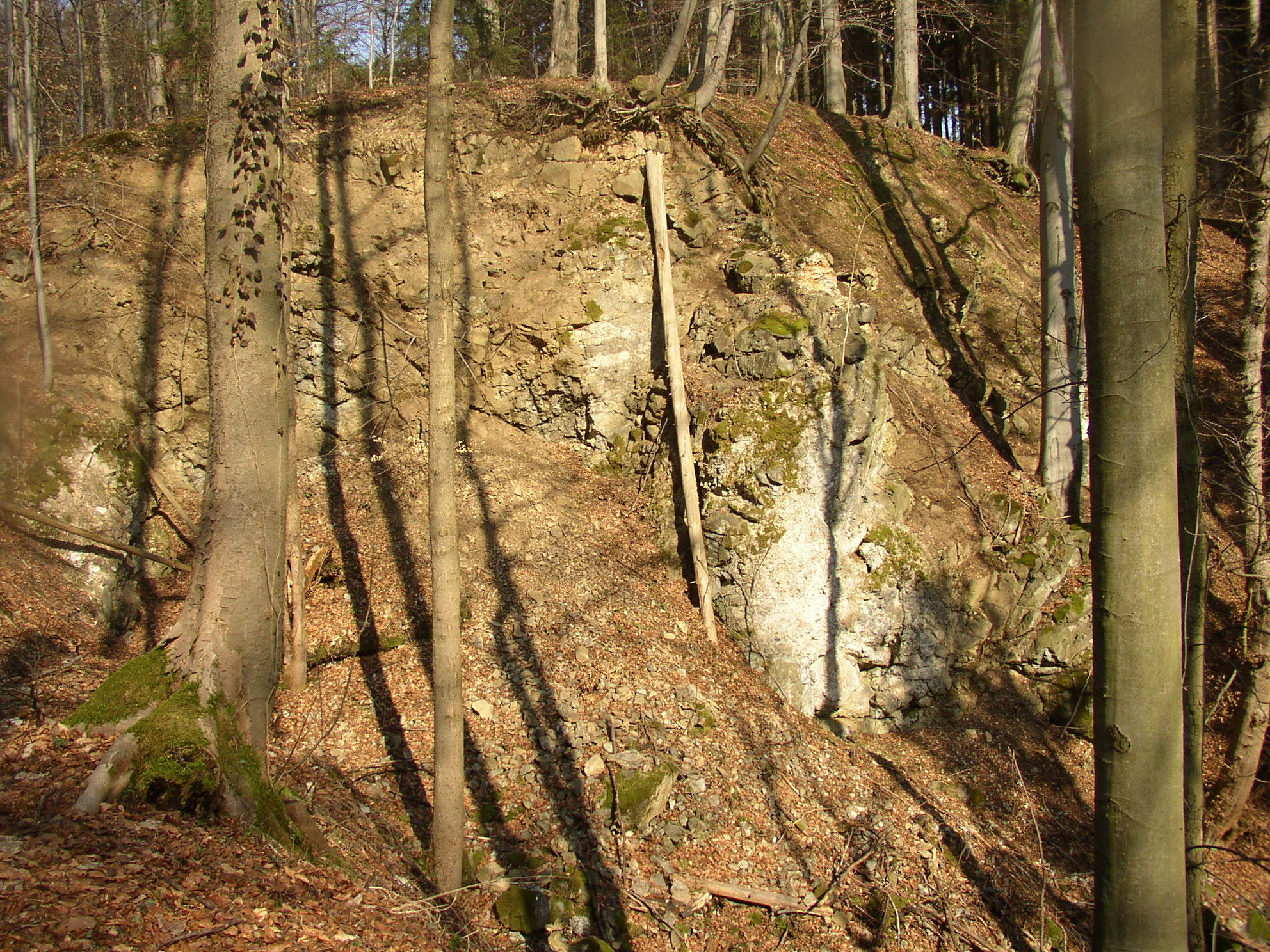
Nový lom v přírodní rezervaci

Z geologického hlediska se přírodní rezervace rozprostírá v oblasti podél lužického přesmyku. Zlomová zóna dosahuje délky asi 110 km a probíhá od Drážďan po Jičín. Mezi Drážďany a Jítravou má charakter plochého přesmyku, kdy došlo ve starších třetihorách k nasunutí severní kry lužického masívu, který je zde tvořen dvojslídným až biotitickým středně zrnitým granodioritem, na jižněji ležící pískovce. V období třetihor došlo ke změně pohybu a k přesmyku, při kterém byly podél zlomu vytaženy do vyšších poloh jurské vápence, ale i permské horniny zastoupené zde jak vulkanity, tak i sedimenty. Maximální mocnost jurských sedimentů je 80 metrů. Pruh permských hornin je sledovatelný v délce 1,2 km a šířce 30 až 130 metrů. Výchozy jurských hornin jsou kratší, mají délku asi 800 metrů, šířka je menší než 200 metrů. Hranice jury je možno sledovat pouze na východním svahu Starého lomu a kry jury obklopují z východu a z jihu křídové sedimenty, které nemají přirozené výchozy. Jura i perm se zde nacházejí v několika menších tektonických krách. V okolí se vyskytují granitoidy lužického plutonu a mocné křídové sedimenty, což oblast činí velmi geologicky komplikovanou. Nalézají se zde vápenece, dolomity, pískovce, granity, porfyry a bazanity.
Na východním okraji Starého lomu je sopouch kruhového průřezu o průměru 5 až 6 metrů. Je tvořen vulkanickou komínovou brekcií, která je stmelena jemnozrnným až celistvým čedičem s vyrostlicemi amfibolu. V jurských sedimentech byla zjištěna hydrotermální mineralizace ve formě impregnací a žilníků se sulfidy mědi, olova a zinku – galenit, chalkopyrit, sfalerit, tennatit a chalkozín. Spodní část sedimentárního sledu tvoří pískovce (dosahují mocnosti až 10 m), v nadloží jsou dolomity a vápence, které dosahují až 100 m. Vyskytuje se zde i azurit a malachit, ale jejich výskyt není takových ekonomických parametrů, aby se vyplatila těžba. Geologické dokumentaci oblasti pomohlo otevření zdejších lomů v 19. století. Dnes však jsou lomy již zarostlé vzrostlým lesem.
Z paleontologických jevů jsou zde četné ichfosilie Planolites (představují tunely po pojídačích sedimentu) a nalezlo se i několik inoceramů (mořských plžů), které zařazují zdejší sedimenty na rozhraní teplického a březenského souvrství.
Geomorfologicky se rezervace nachází v Lužických horách, na Jedlovském hřbetu. Je situovaná na jižní straně Vápenného vrchu (o nadmořské výšce 548 metrů), který se dříve jmenoval Maškův vrch. Samotná rezervace se rozprostírá v nadmořské výšce 465 až 530 metrů nad mořem, takže vrchol kopce je již mimo její území. Celou přírodní rezervaci tvoří lesní půda.

### Hydrologie a podnebí
Přírodní rezervace se dle Quittovy klimatické klasifikace řadí do mírně teplé oblasti MT2, pro niž je charakteristická mírná zima, průměrný úhrn srážek 850 mm ročně a průměrná roční teplota 7 °C. Lednová průměrná teplota je −3 °C až −4 °C, červencová průměrná teplota je 16 °C až 17 °C, dní s letními teplotami je dvacet až třicet. Rezervace se nachází v přírodní lesní oblasti Lužická pískovcová vrchovina.
Poblíž rezervace prochází hlavní evropské rozvodí mezi Severním mořem a Baltským mořem, kousek nad rezervací pramení Doubický potok, který se vlévá do Chřibské Kamenice. Rezervace patří k úmoří Severního moře.

### Flóra

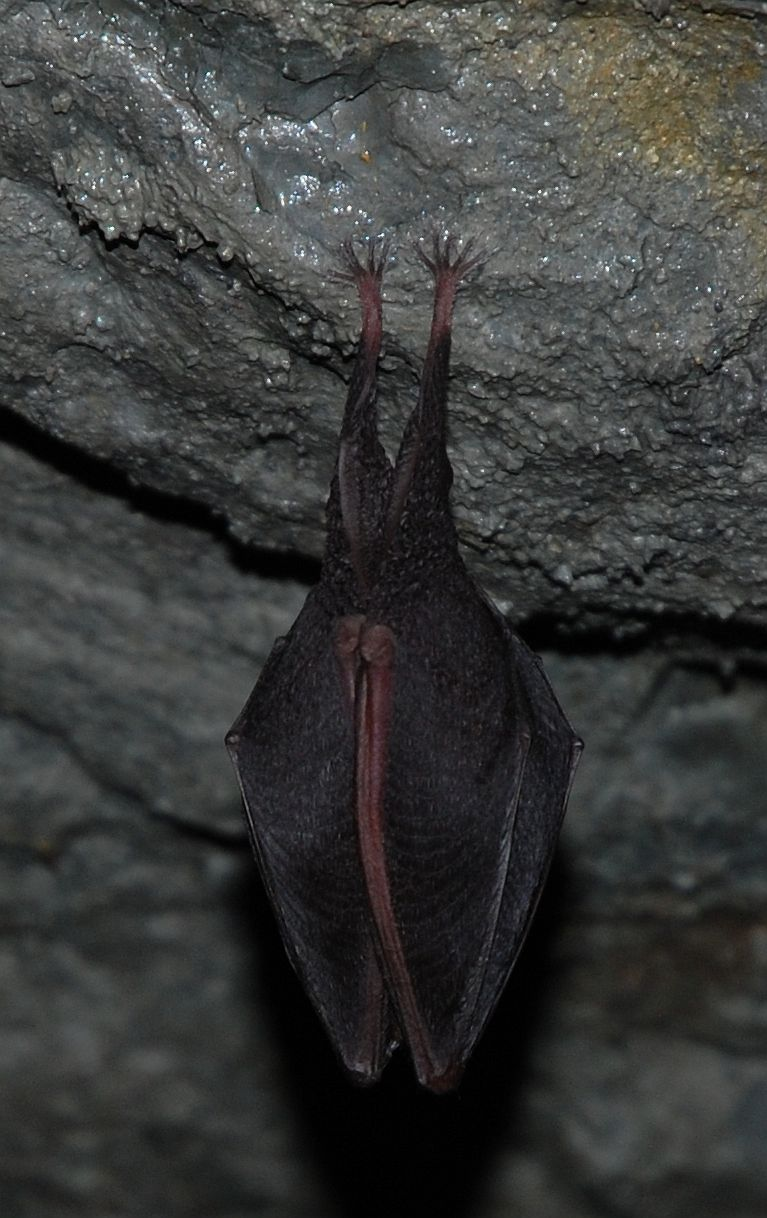
Ve štolách v rezervaci přezimuje i vrápenec malý

Oblast je bohatá nejen z geologického, ale i z botanického hlediska. Většina území je porostlá smrkovým lesem, ale částečně je zde zachována i původní květnatá bučina, která místy přechází do suťových lesů. Porost lesů je z 54,3 % tvořen smrkem ztepilým (Picea abies), z 19,7 % bukem lesním (Fagus sylvatica) a z 8,8 % javorem klenem (Acer pseudoplatanus). Dále zde roste jasan ztepilý (Fraxinus excelsior), modřín opadavý (Larix decidua), jedle bělokorá (Abies alba), jilm horský (Ulmus glabra) či bříza bělokorá (Betula pendula). Přirozené ideální zastoupení dřevin by mělo být tvořeno z 59,7 % bukem lesním a z 28,4 % jedlí bělokorou. V rezervaci se má po obnově přirozeného porostu v budoucnosti nahodile těžit pouze smrk. Dožívající bukový porost v rezervaci je nejstarším v celé chráněné krajinné oblasti Lužické hory (k 1. lednu 2006 se jeho věk udával na 206 let).
V bylinném patru rostou například kruštík širolistý (Epipactis helleborine), konvalinka vonná (Convallaria majalis), okrotice červená (Cephalanthera rubra), bradáček vejčitý (Listera ovata), lýkovec jedovatý (Daphne mezereum), vstavač plamatý (Orchis maculata), hrachor jarní (Lathyrus vernus), samorostlík klasnatý (Actaea spicata), mařinka vonná (Galium odoratum) a kapradina žebrovice různolistá (Blechnum spicant).

### Fauna
Staré důlní štoly slouží pro přezimování netopýrů. Od roku 1990 je tato lokalita zoology monitorována a byl tu zjištěn výskyt celkem deseti druhů netopýrů, například netopýra velkouchého (Myotis bechsteinii), řasnatého (Myotis nattereri) či černého (Barbastella barbastellus) a vrápence malého (Rhinolophus hipposideros). Na vstupech do štol jsou instalovány mříže, aby netopýři nebyli rušeni při přezimování. Ze savců zde byl potvrzen výskyt plcha velkého (Gris gris). Z chráněných živočichů se zde dále vyskytuje ještěrka obecná (Lacerta agilis), ještěrka živorodá (Lacerta vivipara), slepýš křehký (Anguis fragilis) a ropucha obecná (Bufo bufo). V okolí hnízdí mnoho druhů ptáků a vyskytují se tu nejen vzácní motýli jako martináč bukový (Aglia tau) a otakárek fenyklový (Papilio machaon), ale například i můra sklepní (Scoliopteryx libatrix). Rezervaci navštěvuje jelení a srnčí zvěř, a proto je nutné podsadby jedle bělokoré chránit oplocením.

## Ochrana

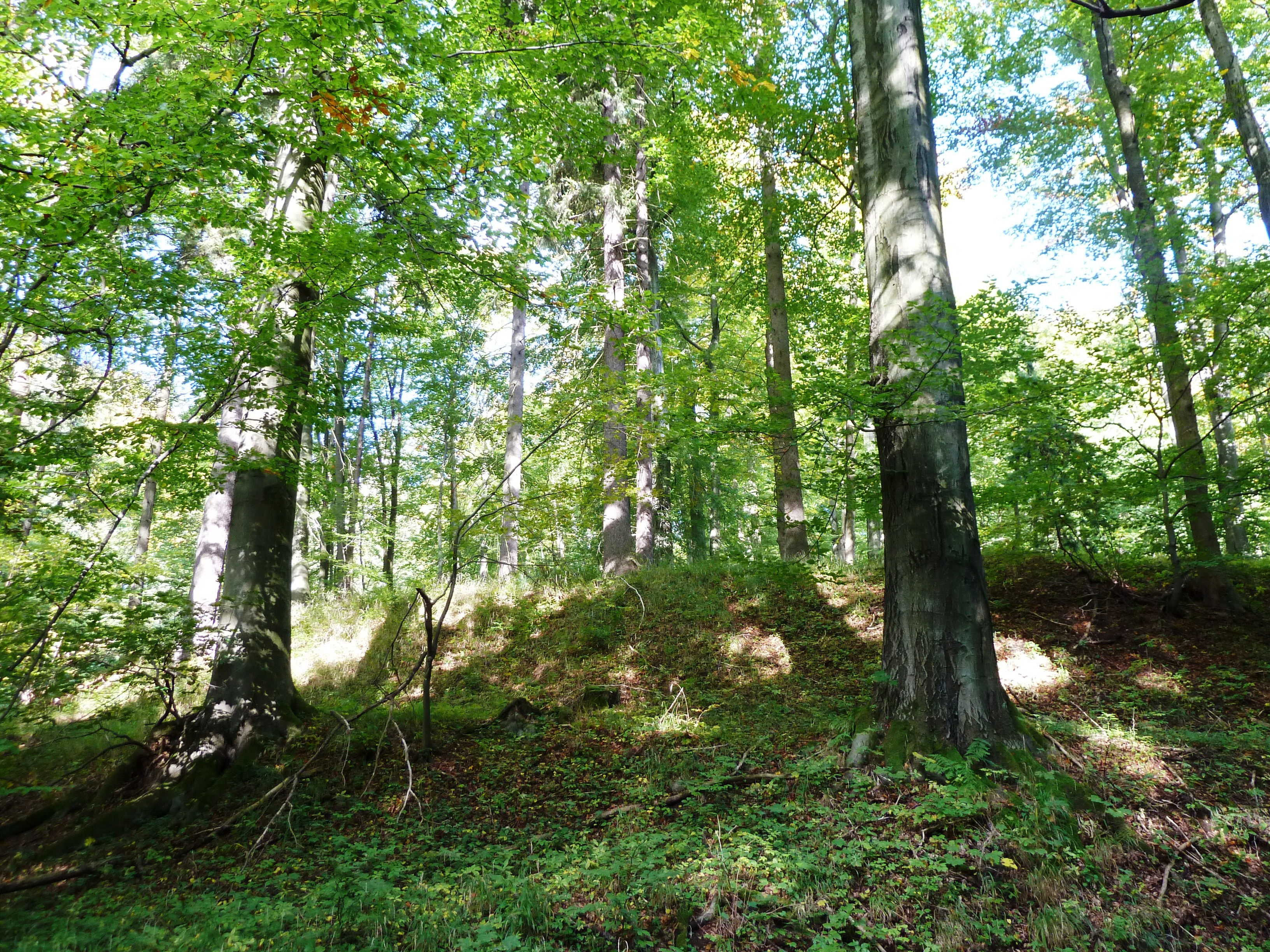
Bučina v PR Vápenka

Předmětem ochrany jsou druhově bohaté lesní porosty charakteru květnatých bučin (Dentario enneaphylli-Fagetum) na vyvlečené kře jurských vápenců, místy přecházejících do suťových lesů. Dále je to významná geologická lokalita na lužickém přesmyku, neboť zde dochází ke styku všech hlavních geologických jednotek severních Čech. Přírodní rezervace je i významným zimovištěm netopýrů. Dlouhodobým cílem je dosažení lesa směřujícího k pralesu a zabezpečení stanovištních podmínek nutných k zachování význačných chráněných druhů. V minulosti mělo místní myslivecké sdružení v rezervaci krmelec, který byl však přemístěn mimo rezervaci, aby se snížila míra okusu mladých stromků. Rizikem je též zakládání černých skládek v lomech.

## Turistika

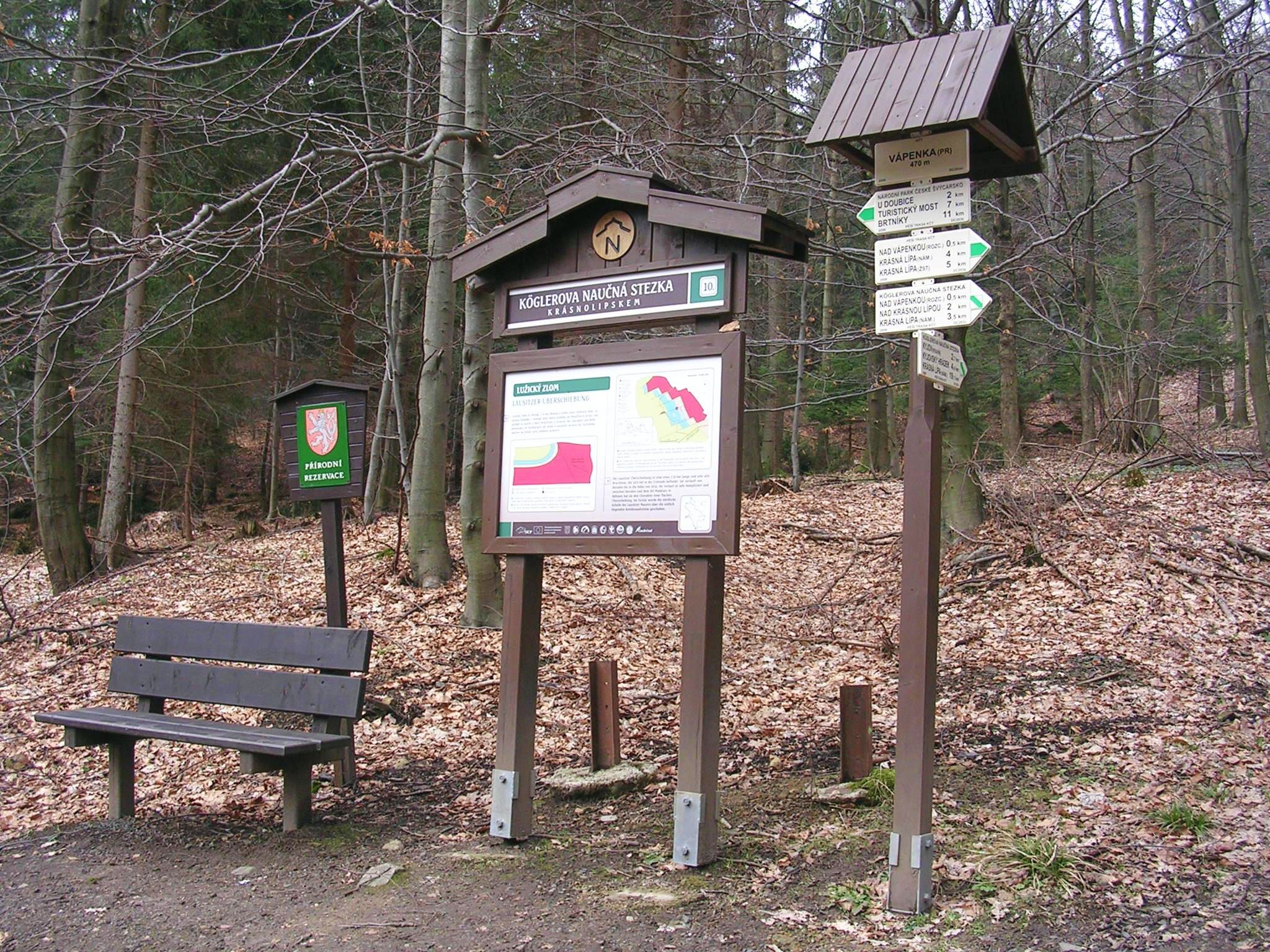
Informační tabule Köglerovy naučné stezky

Kolem přírodní rezervace je sedlem mezi Širokým vrchem a Vápenným vrchem vedena silnice z Doubice do Krásné Lípy. Dále po hranici přírodní rezervace vede zelená turistická stezka mezi Krásnou Lípou a Doubicí. K nedalekému rozcestníku „Nad Vápenkou“ vede cyklotrasa číslo 211 v úseku mezi Krásnou Lípou a Rybništěm. Přímo přírodní rezervací prochází Köglerova naučná stezka, na níž jsou umístěna tři zastavení věnující se postupně lužickému zlomu, význačným druhům rostlin a  těžbě vápence.